# Pyrazinamid
Pyrazinamid er et indholdsstof i lægemidler mod tuberkulose, der for det meste forårsages af bakterien mycobacterium tuberculosis. Pyrazinamid hæmmer formentlig dannelsen af mykolsyre, der indgår i mycobacterium tuberculosis' cellevæg, hvilket fører til, at cellevæggen opbygges forkert, og bakterierne dør. Pyrazinamid virker kun i et surt miljø og har pH-optimum med 5,6. Stoffet virker kun på mycobacterium tuberculosis, da andre mykobakterier er resistente.

## Farmakokinetik
Pyrazinamid absorberes i mave-tarm-kanalen. Stoffet omdannes i leveren ved oxidation til inaktive substanser, som udskilles i nyren. Pyrazinamid har en halveringstid på omkring 10 timer.

## Bivirkninger
Bivirkningerne ved indtagelse af pyrazinamid er bl.a.:
- Feber
- Kvalme og opkastning
- Påvirkning af leverfunktionen
- Ledsmerter
- Urinsyregigt (podagra)
- Overfølsomhed over for stærkt sollys

## Lægemidler indeholdende pyrazinamid på det danske marked
Pyrazinamid fås i Danmark kun på recept. Der er to lægemidler med pyrazinamid som det eneste aktive stof:
- Pyrazinamid "Medic", tabletter á 500 mg.
- Pyrazinamid "SAD", tabletter á 500 mg.

De følgende lægemidler er kombinationspræparater med rifampicin som et af de aktive stoffer:
- Rimcure, Komb., tabletter á 75 mg isoniazid, 400 mg pyrazinamid og 150 mg rifampicin.
- Rimstar, Komb., tabletter á 275 mg ethambutol, 75 mg isoniazid, 400 mg pyrazinamid og 150 mg rifampicin.

## Fodnoter
1. ↑  Kampmann, Jens P et al. Basal og klinisk farmakolgi (3. udgave, 1. oplag 2007). Foreningen Af Danske Lægestuderendes Forlag. ISBN 978-87-7749-382-9, side 620
2. ↑  Ibid. side 620